# Périgny-la-Rose
Périgny-la-Rose es una comuna francesa situada en el departamento de Aube, en la región de Gran Este.

## Demografía
| 101 | 100 | 77 | 93 | 107 | 115 | 150 |
| Para los censos de 1962 a 1999 la población legal corresponde a la población sin duplicidades (Fuente: INSEE [Consultar]) |     |    |    |     |     |     |